# Anna F.
Anna Wappel (n. 18 decembrie 1985, Friedberg, Stiria, Austria), cunoscută profesional ca Anna F., este o compozitoare, cântăreață și actriță austriacă. Ea este liderul trupei de rock Friedberg.

## Viață și carieră

### 1996–2008: Viața timpurie
Wappel s-a născut în orașul austriac Friedberg. Ea a început să cânte în copilărie și își amintește de primele discuri ale părinților ei, printre care albume ale lui Bob Dylan, Alanis Morissette și Joan Baez. Ea a studiat filosofia și literatura engleză și italiană la Graz. Anna a lucrat pentru ATV⁠(d) în weekenduri.

### 2009–2011: Începutul carierei,For Real

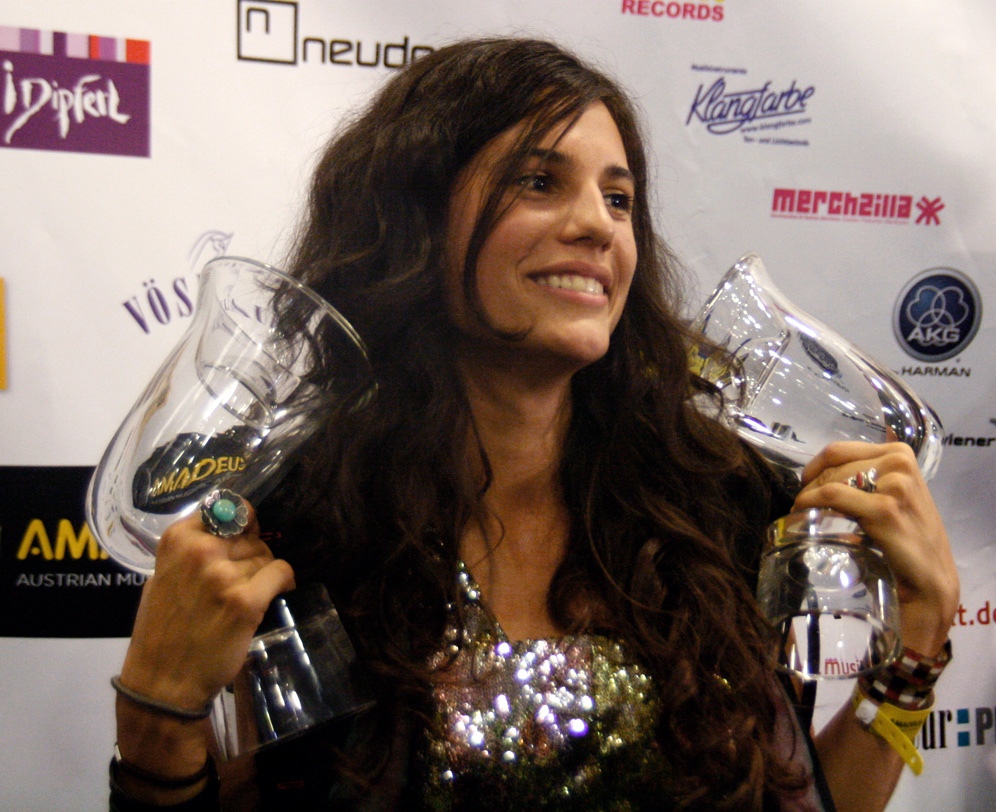
Anna F. la Premiile Muzicii Austriece Amadeus din 2010

În vara anului 2009, Anna a cântat în actul de deschidere al turneului european al lui Lenny Kravitz. Ea a câștigat premiul la categoria „Pop” la Premiile Muzicii Austriece Amadeus din 2009.
Albumul ei de debut, For Real, a apărut la 5 februarie 2010. Albumul a ajuns pe locul trei în topurile muzicale austriece și a primit o certificare de aur. Wappel a avut turnee în toată Austria, inclusiv în Donauinselfest.

### 2012-prezent: Debut în actorie,King in the MirrorșiDNA
În 2012, Wappel și-a făcut debutul în actorie în lungmetrajul lui Dito Tsintsadze, Invasion, care a avut premiera la 30 iunie 2012 la Filmfest München⁠(d).
Wappel s-a mutat în districtul Prenzlauer Berg din Berlin în 2012. Ea a semnat un contract cu Polydor / Island Records (Universal Music Group) în 2013. În august 2013, Anna a lansat DNA ca prima ei melodie de pe viitorul album King in the Mirror. Videoclipul a fost lansat la 3 august 2013. Ea a apărut în emisiunea de televiziune Lateline a lui Jan Böhmermann⁠(d).
King in the Mirror a fost lansat în februarie 2014. Anna a cântat în actul de deschidere al turneului  lui James Blunt în Austria, Germania, Italia și Elveția.

### Alte activități
În pregătirea pentru Concursul Muzical Eurovision din 2015, Anna a făcut parte din echipa ORF care a căutat potențiali candidați pentru a reprezenta Austria, ea a colaborat ca antrenoare pentru cântăreți.
În 2017, Anna a început să înregistreze un nou album cu producătorul Daniel Brandt⁠(d), cu care se întâlnea în aceea perioadă.

## Discografie

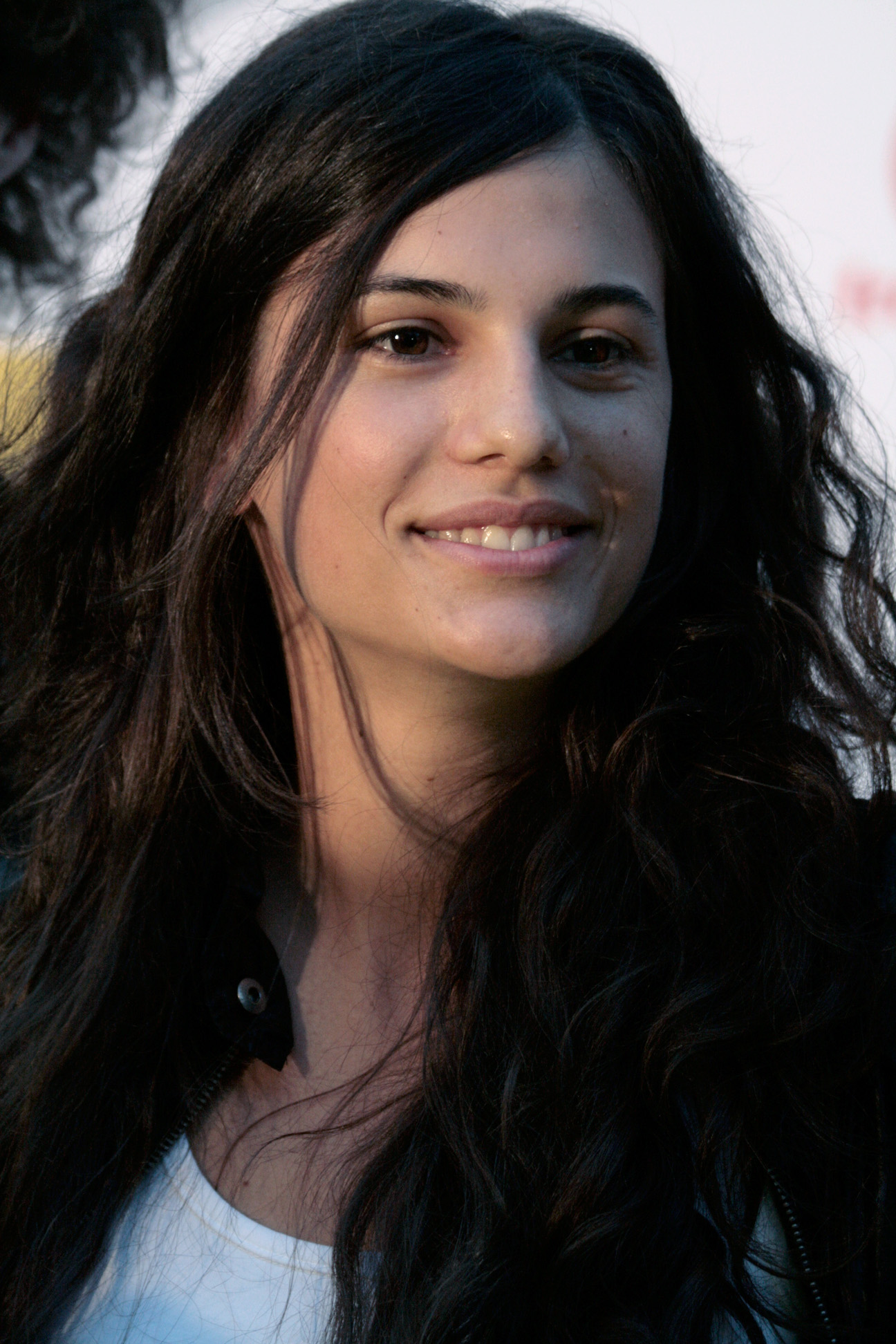
Amadeus Austrian Music Award 2009, Anna F.

### Albume de studio
| Titlu              | Detalii                        | Clasare | Clasare | Clasare | Clasare | Certificări      |
| Titlu              | Detalii                        | AUT     | GER⁠(d)  | ITA⁠(d)  | SWI⁠(d)  | Certificări      |
| ------------------ | ------------------------------ | ------- | ------- | ------- | ------- | ---------------- |
| For Real           | - Lansat: 2010 - Moerder Music | 3       | —       | —       | —       | - IFPI AUT: Gold |
| King in the Mirror | - Lansat: 2014                 | 5       | 71      | 82      | 94      | —                |

### Single-uri
| "Time Stands Still"                                           | 2009 | 38 | —  | For Real           | —                   |
| "Most of All"                                                 | 2009 | 17 | —  | For Real           | —                   |
| "DNA"                                                         | 2013 | 15 | 19 | King in the Mirror | - FIMI⁠(d) ITA: Gold |
| "Too Far"                                                     | 2013 | 16 | —  | King in the Mirror | —                   |
| "—" denotă un single care nu s-a clasat sau nu a fost lansat. |      |    |    |                    |                     |

## Filmografie

### Film
| An   | Film     | Rol                 |
| ---- | -------- | ------------------- |
| 2012 | Invasion | Milena (ca Anna F.) |
| 2017 | Iceman   | Kulan               |

## Premii și nominalizări
| An   | Eveniment                       | Categorie       | Pentru     | Rezultat |
| ---- | ------------------------------- | --------------- | ---------- | -------- |
| 2009 | Amadeus Austrian Music Award⁠(d) | Pop             | —          | Câștigat |
| 2010 | Amadeus Austrian Music Award⁠(d) | Albumul anului  | "For Real" | Câștigat |
| 2010 | Amadeus Austrian Music Award⁠(d) | Pop/Rock        | —          | Câștigat |
| 2014 | Amadeus Austrian Music Award⁠(d) | Cântecul anului | "DNA"      | Câștigat |